# Блакитноокий самурай
Блакитноокий самурай (англ. Blue Eye Samurai) — це франко-американський анімаційний мультсеріал для дорослих в стилі екшн, створений і написаний командою подружжя Майкла Ґріна та Ембер Ноідзумі, співпродюсований і анімований французькою анімаційною студією Blue Spirit.

## Сюжет
Під час японського періоду Едо (17 століття) самурайка Мізу, змішаного європейсько-японського походження, намагається помститися чотирьом білим чоловікам, які незаконно залишилися в Японії під час закриття її кордонів сьоґунатом Токугава.

## Озвучка

### Головні персонажі
| Актор               | Роль           | |
| ------------------- | -------------- | --- |
| Майя Ерскін         | Мізу           | Блакитноока самурайка змішаного європейсько-японського походження                                             |
| Масі Ока            | Рінґо          | Оптимістичний безрукий кухар, який обожнює Мізу                                                               |
| Даррен Барнет       | Тайґен         | Обнадійливий, але зарозумілий самурай скромного походження                                                    |
| Бренда Сонг         | Принцеса Акемі | Розпещена, проте вольова донька лорда-нувориша                                                                |
| Джордж Такеї        | Секі           | Наставник принцеси Акемі                                                                                      |
| Рендалл Парк        | Хейдзі Шіндо   | Номінальний тюремник Фаулера та його спільник                                                                 |
| Кері-Хіроюкі Тагава | Майстер Ейдзі  | Сліпий коваль, який виростив Мізу                                                                             |
| Кеннет Брана        | Абія Фаулер    | Контрабандист та винахідник, який у союзі з сьоґуном таємно зневажає японську політику закритих дверей Сакоку |

### Другорядні персонажі
| Актор              | Роль           |                                  |
| ------------------ | -------------- | -------------------------------- |
| Стефані Сюй        | Ісе            | Повія                            |
| Мінг-На Вен        | Мадам Кадзі    | Хитра та кмітлива пані           |
| Гаррі Шум-молодший | Такайосі       | Другий син сьогуна               |
| Марк Дакаскос      | Чіакі          | Вбивця                           |
| Орлі Маріко Грін   | Молода Мізу    |                                  |
| Джуда Грін         | Молодий Тайґен |                                  |
| Патрік Галлахер    | Лорд Даїчі     | Батько Акемі                     |
| Енн Харада         | Мама           | Безіменна мати Мізу              |
| Байрон Манн        | Мікіо          | Опальний самурай з минулого Мізу |

Допоміжні ролі озвучили також Гедде Ватанабе, Патрік Галлахер, Ерік Бауза, Клайд Кусацу, Кеоне Янг, Бріттані Ішібаші, Холлі Чоу, Маркус Чой, Ембер Ноідзумі, Марк Дакаскос, Метью Янг Кінг, Джейн Ву, Вест Ліанг, Ален Уі, Такаакі Хіракава, Шеррі Кола та Крістін Ко.

## Епізоди
| № серії | Назва серії                                                           | Режисер(и)               | Сценарист(и)                | Оригінальна дата показу |
| --- | --------------------------------------------------------------------- | ------------------------ | --------------------------- | ----------------------- |
| 1 | «Домішка» «Hammerscale»                                               | Джейн Ву                 | Ембер Ноідзумі Майкл Ґрін   | 3 листопада 2023        |
| В їдальні, де подають локшину соба, Мізу зустрічає «торговця плоттю» з кремневим пістолетом європейського виробництва. Мізу змушує його розкрити ім'я торговця Хейдзі Шіндо, який продав йому цю зброю. Під час сутички Мізу знищує пістолет і відрізає работорговцю декілька пальців. Рінґо, безрукий син власника їдальні, йде за Мізу і просить зробити його підмайстром. Принцеса Акемі, єдина донька Даймьо Кіото, лорда Даїчі Токунобу, просить в батька дозволу одружитися з Тайґеном, молодим вправним самураєм із доджьо Шіндо. Мізу приходить до Кіото. Щоб позбавитися Рінґо, який продовжує її переслідувати, вона наймає для нього двох юдзьо. Мізу намагається зустрітися з майстром доджьо Шіндо, щоб дізнатися місцезнаходження його брата Хейдзі Шіндо. Її не пускають до майстра, що призводить до конфлікту. Мізу з легкістю перемагає всіх студентів і майстрів, використовуючи бокуто. Один з побитих майстрів кличе Тайґена на допомогу. Мізу визнає в ньому гідного суперника і дістає свою блакитну катану, викувану з метеорита. Тайґену вдається поранити Мізу, тоді вона знімає обважнювачі, які постійно носить на зап'ястях і щиколотках, і перемагає Тайґена. Майстер доджьо розповідає Мізу, як знайти його брата Хейдзі Шіндо. Тайґен впізнає Мізу, над якою він знущався в дитинстві, і говорить, що та назавжди залишиться собакою. У відповідь Мізу зрізає його зачіску самурая. Хейдзі Шіндо наказує послати за головою Мізу чотирьох вбивць, відомих як «Чотири ікла» (англ. Four Fangs). Рінґо наздоганяє Мізу у озера і з подивом дізнається, що вона — жінка. У дитинстві Мізу зустрічає Ейдзі, сліпого майстра-коваля. Вони знаходять блакитний метеорит, який щойно впав з неба. Мізу стає підмайстром Ейдзі і вивчає ковальську справу і мистецтво володіння мечем. Після багатьох років тренувань Мізу покидає Ейдзі, щоб знайти чотирьох білих чоловіків, один з яких є її батьком. |                                                                       |                          |                             |                         |
| 2 | «Неочікуваний елемент» «An Unexpected Element»                        | Райан О'Лохлін           | Майкл Ґрін Ембер Ноідзумі   | 3 листопада 2023        |
| «Чотири ікла» розпитують власника їдальні про самурая, який шукав Хейдзі Шіндо. При цьому вони жорстоко вбивають гостей, які зробили їм зауваження. Мізу неохоче погоджується зробити Рінґо своїм підмайстром. Вони подорожують до приморського міста Мігоносекі. Мізу потрібен човен, аби дістатися до білого чоловіка, якого переховує Хейдзі Шіндо. Тайґен переслідує Мізу, щоб відновити свою честь. У минулому, Мізу та майстер Ейдзі погоджуються виготовити меч для чоловіка, який представляється палітурником. Ейдзі довіряє роботу над мечем Мізу. На останньому етапі меч ламається навпіл. Коли замовник забирає меч, Мізу намагається взяти провину на себе. Ейдзі каже, що це він винен, бо повірив в історію чоловіка, який насправді виявився найманим убивцею. Батько Акемі домовляється видати її в шлюб із молодшим сином сьогуна. Тієї ж ночі Акемі тікає з дому у супроводі свого наставника Секі. В той час як Рінґо бере участь у міських святкових гуляннях, Мізу тренується на вершині гори. Там на неї нападають «Чотири ікла». Мізу вбиває трьох вбивць, а також їх командира, який виявився тим самим вбивцею зі зламаним мечем. Тайґен викликає Мізу на дуель, але вона непритомніє, виснажена і поранена після бійки з «Чотирма іклами». |                                                                       |                          |                             |                         |
| 3 | «Обмежена кількість шляхів» «A Fixed Number of Paths»                 | Ерл А. Гібберт Алан Ван  | Майкл Ґрін Ембер Ноідзумі   | 3 листопада 2023        |
| Тайґен і Рінґо відносять непритомну Мізу до святині, яка знаходиться на вершині гори. Мізу укладає з Тайґеном угоду: вони зустрінуться у двобої через три дні, коли Мізу одужає. Хейдзі Шіндо відправляє до Мізу свого підлеглого Окіяму, щоб запросити її на чаювання. Тайґен підозрює, що це пастка, але Мізу все одно приймає запрошення. Акемі та Секі потрапляють у засідку розбійників і втрачають майже всі свої гроші. Дорогою їм трапляється селянин. Він погоджується відвезти Акемі до Мігоносекі, але везе їх у протилежному напрямку. Секі зізнається, що це він домовився про шлюб Акемі та сина сьогуна. Акемі покидає Секі, прикидається елітною повією і вмовляє торговця плоттю відвезти її до Мігоносекі. Мізу та Тайґен зустрічаються з Хейдзі Шіндо. Спочатку він намагається підкупити Мізу та пропонує їй 50 тисяч рьо та посаду лорда, якщо вона відмовиться від своєї помсти. Після цього Хейдзі пропонує провести Мізу до замку, в якому переховується Абія Фаулер. Мізу відкидає обидві пропозиції. Вона відрубає руку Хейдзі, після цього в них починають стріляти лучники, що сиділи в засідці. Рінґо труїть Окіяму, скидає його з обриву та рятує Мізу і Тайґена. Мізу визнає, що Рінґо може бути корисним. Окіяма захоплює Тайґена у полон і приносить його до Фаулера. |                                                                       |                          |                             |                         |
| 4 | «Відмінності» «Peculiarities»                                         | Райан О'Лохлін           | Майкл Ґрін Ембер Ноідзумі   | 3 листопада 2023        |
| Мізу приходить до будинку розпусти мадам Кадзі. Вона просить вказати шлях, яким повії потрапляють до замку Абія Фаулера. Взамін мадам Кадзі просить з милосердя вбити Кінуйо, глухоніму дівчину, яку силою утримує у себе ватажок місцевої мафії, бос Хамата. Її смерть має виглядати як нещасний випадок, інакше люди Хамати вб'ють мадам Кадзі та всіх її працівниць. Хейдзі Шіндо катує Тайґена, намагаючись вивідати у нього інформацію про Мізу. Фаулер відвідує християнську каплицю, побудовану для нього японцями. Батько Акемі дізнається про втечу своєї доньки та відправляє людей на її пошуки. Акемі натикається на Мізу та йде за нею. Вона хоче влаштуватися на роботу до будинку мадам Кадзі, щоб вбити Мізу та врятувати Тайґена. Спершу мадам Кадзі доручає Акемі випробовування: задовольнити потреби постійного клієнта, що має проблеми з потенцією. Акемі вдається довести його до оргазму завдяки своїй обізнаності у поезії. Після цього вона подає Мізу опіумний напій, але та розкриває план Акемі, зв'язує та залишає її під наглядом Рінґо. Мізу вбиває Кінуйо і обставляє її смерть як нещасний випадок. Тікаючи з будинку Хамати, вона натикається на малого хлопчика, який викриває її. Бос Хамата приходить зі своїми людьми до мадам Кадзі та наказує вбити всіх і спалити будинок. |                                                                       |                          |                             |                         |
| 5 | «Історія про роніна й наречену» «The Tale of the Ronin and the Bride» | Майкл Ґрін               | Ембер Ноідзумі              | 3 листопада 2023        |
| Мізу ховає жінок у підвалі та наказує Рінґо охороняти їх. Вона починає вбивати людей Хамати, але одному з них вдається поранити Мізу. У минулому, Мізу розпитує бандитів про білого торговця опіумом, через що отримує подібне поранення. Шукаючи допомоги, вона натикається на свою матір, яку вважала загиблою у пожежі. Мати лікує Мізу і знаходить для неї чоловіка, опального самурая на ім'я Мікіо. Мізу намагається виконувати обов'язки дружини. Спершу їй це погано вдається. Згодом вона знаходить спільну мову з Мікіо, але після того, як вона перемагає його у двобої, він називає її монстром. Наступного дня до Мізу приїздять мисливці за головами, яких вона вбиває. Мати Мізу та Мікіо звинувачують один одного у зраді. В пориві гніву Мікіо вбиває матір Мізу, після чого Мізу вбиває Мікіо. Вона перетворюється на онрьо, духа помсти. Мізу знаходить в собі сили та перемагає людей Хамати, а самого Хамату віддає на розправу мадам Кадзі. Люди лорда Даїчі знаходять Акемі. Вона благає Мізу про допомогу, але та дозволяє чоловікам забрати принцесу. Рінґо розчаровується у Мізу та йде від неї. |                                                                       |                          |                             |                         |
| 6 | «Усі лихі сни та злі слова» «All Evil Dreams and Angry Words»         | Ерл А. Гібберт Санні Сан | Ембер Ноідзумі Майкл Ґрін   | 3 листопада 2023        |
| Мізу знаходить таємний підземний хід, який веде до замку Фаулера. Підлога тунелю завалена дитячими та жіночими скелетами. Відкриваючи двері на кінці тунелю, вона активує пастку, і тунель наповнюється водою. Мізу вбиває трьох охоронців, але вони встигають забити на сполох. Абія Фаулер в цей час обговорює з високопосадовцями деталі плану вбивства сьогуна за допомогою західної вогнепальної зброї. На шляху до вершини замку Мізу долає численні пастки та охоронців. Дресировані мавпи отруюють Мізу пилком галюциногенних квітів. У в'язниці Мізу знаходить важкопораненого Тайґена. Решту шляху до покою Фаулера Мізу долає по зовнішній стіні замку. Пострілом з рушниці Абія ламає меч Мізу навпіл. Під час бійки Фаулер говорить, що знайшов та вбив всіх своїх напівкровних бастардів, та що це їх кістки Мізу бачила в тунелі. Не здатна перемогти Фаулера, Мізу хапає непритомного Тайґена та стрибає разом з ним до крижаної води. |                                                                       |                          |                             |                         |
| 7 | «Ніщо не зламано» «Nothing Broken»                                    | Алан Тейлор              | Яна Білл-Чанг               | 3 листопада 2023        |
| Рінґо рятує Мізу та Тайґена з води. Він привозить їх до майстра Ейдзі. Мізу розповідає Тайґену, що Акемі видають за сина сьогуна, а також що Фаулер планує вбити сьогуна під час ради старійшин. Тайґен їде, щоб попередити сьогуна та врятувати Акемі. Мізу переплавляє свій зламаний меч та залишає блакитний метал майстру Ейдзі. Разом з Рінґо вона їде до Едо, щоб вбити Абію Фаулера. Фаулер разом з Хейдзі Шіндо вирушають до Едо. Дорогою вони вдаються до розпусти. Хейдзі Шіндо дізнається, що Фаулер планує таємно провезти зброю до Японії у рибальских човнах. Він наказує своїм людям ретельно оглядати всі човни, щоб перехопити зброю раніше за Фаулера. Виявляється, що зброя вже була провезена до Японії в розібраному вигляді. Cин сьогуна, з яким Акемі має одружитися, має репутацію неймовірно жорстокого чоловіка, як на полі бою, так і в ліжку. Акемі дізнається, що цей образ створила його мати, а насправді він має м'яке серце, до того ж він заїкається. Акемі кохається з ним та вирішує скористатися всіма можливостями свого нового положення. Вона викупає контракти повій мадам Кадзі та пропонує їм працю в палаці сьогуна. Одна з повій на ім'я Ісе розповідає Акемі про план Фаулера. Акемі веде її до батька, щоб той попередив сьогуна. Лорд Токунобу вбиває Ісе, бо він є одним із заколотників. Він закриває Акемі у підземеллі, де вона буде в безпеці під час перевороту. |                                                                       |                          |                             |                         |
| 8 | «Велика пожежа 1657 року» «The Great Fire of 1657»                    | Джейн Ву                 | Майкл Ґрін і Ембер Ноідзумі | 3 листопада 2023        |
| Мізу просить Рінґо почекати біля каналізації, поки вона врятує Акемі. Фаулер приносить дари, але йому не дозволяють зустрітися з сьогуном особисто. Натомість Абія передає свої дари синам сьогуна. Секі рятує Акемі з в'язниці та закриває лорда Токунобу в її камері. Мізу приходить їм на допомогу та обіцяє допомогти вивести Акемі на свободу. Тайґен знаходить Рінґо, вони удвох прориваються через головну браму до палацу сьогуна та попереджають його про наближення армії Фаулера. Завдяки вогневій перевазі рушниць Фаулер легко долає охорону та заходить до палацу. Хейдзі Шіндо вбиває капітана охорони та відчиняє останню браму зсередини. Фаулер демонстративно вбиває сьогуна пострілом у голову. В останню мить Мізу рятує синів сьогуна. Під час бійки з Фаулером Мізу підпалює палац. Акемі та Секі закривають солдатів Фаулера всередині палаючого палацу, але Секі при цьому помирає. Полум'я з палацу поширюється до міста. Тайґен знаходить Акемі. Він пропонує їй втекти разом з ним, але Акемі вирішує залишитися в Едо. Мізу перемагає Фаулера. Фаулер розповідає, що жінка, яку Мізу вважала своєю матір'ю, насправді була покоївкою, якій платили, щоб переховувати Мізу. Фаулер також говорить, що двох інших білих чоловіків, один з яких може бути батьком Мізу, треба шукати в Лондоні. Рінґо повертається до майстра Ейдзі, переконаний, що Мізу померла під час пожежі. Мізу на кораблі прямує до Лондона, тримаючи Фаулера у клітці своїм в'язнем. |                                                                       |                          |                             |                         |

## Виробництво
У жовтні 2020 року повідомлялося, що Netflix надав дозвіл на виробництво серіалу, де творці Ґрін і Ноідзумі виступають сценаристами, виконавчими продюсерами та шоураннерами, з гібридною 2D/3D анімацією французької студії Blue Spirit. Вони хотіли, щоб це «виглядало як рухома картина» з дизайном персонажів, намальованим з ляльок бунраку. Натхнення було почерпнуто з персонажа Дзатоіті та творів Акіри Куросави.

## Реліз
Серіал вийшов 3 листопада 2023 року на Netflix, складається з 8 епізодів. Перший епізод вийшов 1 листопада, двома днями раніше, на YouTube-каналі Netflix.
Спеціальна версія 6 серії була випущена 15 листопада 2023 року на YouTube-каналі Netflix. Вона має переважно чорно-білу палітру та змінений саундтрек.

## Сприйняття
Веб-сайт-агрегатор оглядів Rotten Tomatoes повідомив про 100 % рейтинг критиків із середнім рейтингом 8,3 з 10 на основі 16 відгуків. Консенсус критиків веб-сайту стверджує: «Візуально вражаючий, що мітко приділяє увагу персонажу, Блакитноокий самурай — це майстерно відтворена анімаційна пригода». Metacritic, який використовує середньозважену оцінку, присвоїв оцінку 88 із 100 на основі 6 критиків, що вказує на «загальне визнання».